# Lonchaea megacera
Lonchaea megacera är en tvåvingeart som beskrevs av Kertesz 1901. Lonchaea megacera ingår i släktet Lonchaea och familjen stjärtflugor. Inga underarter finns listade i Catalogue of Life.